# Friederike Funk

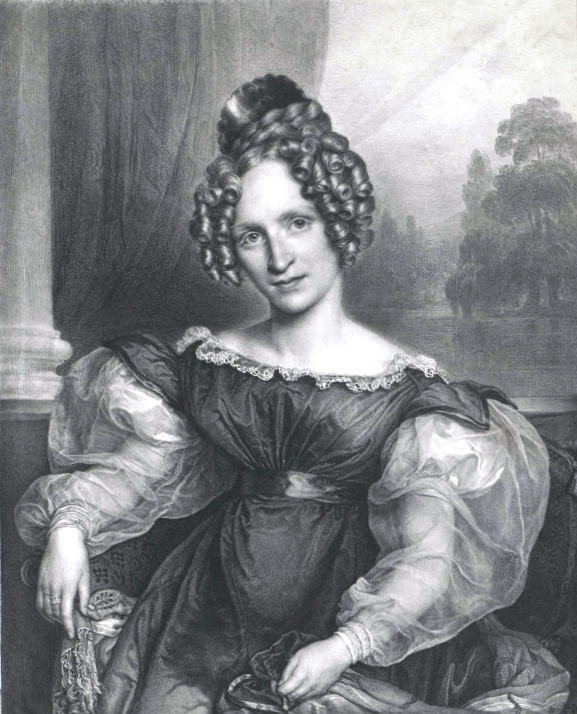
Friederike Funk

Friederike Funk, verh. La Grua bzw. Funk La Grua (* 14. November 1796 in Meißen; † nach 1863) war eine deutsche Opernsängerin (Sopran) und königlich-sächsische Kammersängerin in Dresden.

## Leben
Die Tochter eines Postmeisters aus Meißen erhielt ab 1813 ihre Gesangsausbildung bei Johann Aloys Miksch in Dresden. Im Mai 1816 erhielt sie ihr erstes Engagement am Dresdner Hoftheater unter der Direktion von Francesco Morlacchi. Danach weilte sie, begleitet von ihrem Bruder und auf Geheiß des sächsischen Königs, zur Vervollkommnung ihrer Stimme zwei Jahre in Italien. Dieses königliche Stipendium erhielt sie durch die Vermittlung von Morlacchi. In Italien trat sie u. a. in Neapel und St. Carlo auf und nahm in Neapel Unterricht bei Niccolò Antonio Zingarelli und Luigi Mosca. Im Herbst 1818, nun engagiert an der Italienischen und Deutschen Oper in Dresden, sang sie die Titelpartie von Rossinis Elisabetta regina d’Inghilterra, 1822 die Agathe in Webers Freischütz. 1824 sang sie die Eglantine in Webers Euryanthe. Sie trat u. a. mit der Sängerin Anna Maria Neumann-Sessi und Wilhelmine Schröder-Devrient auf. 1827 ging sie nach Gastspielen in Darmstadt nochmals nach Italien, wo sie ein Engagement in Palermo erhielt. Nach der Eheschließung in Palermo mit dem Tenoristen Signor La Grua kehrte sie in den 1830er Jahren, nun unter dem Namen Friederike Funk La Grua, nach Dresden zurück und arbeitete als Gesangslehrerin. Auch nach ihrer Heirat trat sie noch vereinzelt auf. Zuletzt lebte sie bei ihrer Tochter Emmy, ebenfalls Sängerin u. a. in Paris, Dresden, Wien und Turin sowie Gesangslehrerin, in Paris. Emmy La Grua erhielt Gesangsunterricht bei Pauline Garcia und Caroline Ungher-Sabatier.